# 할로젠등

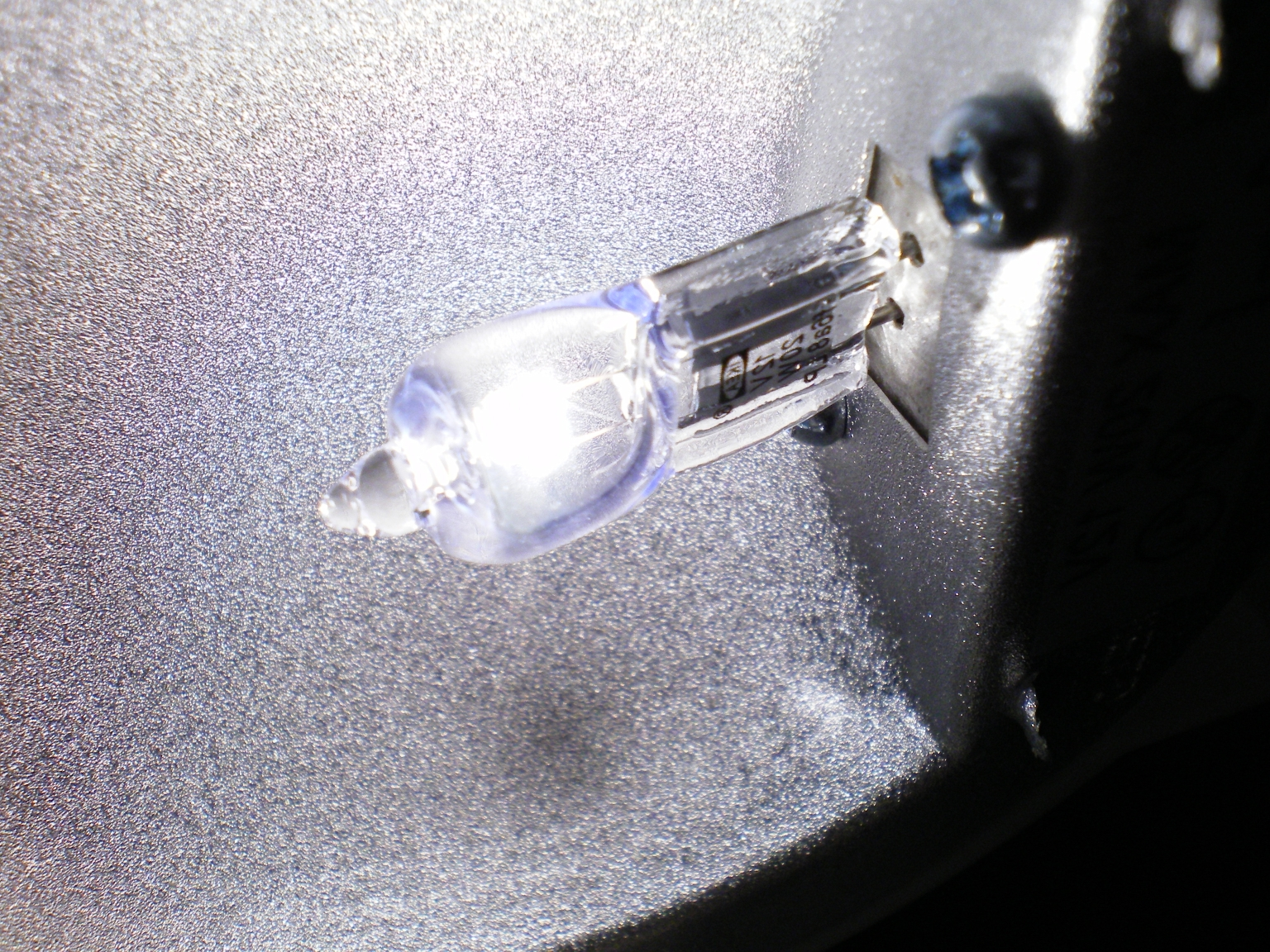
보호 유리구를 제거한 상태에서 작동중인 할로젠등

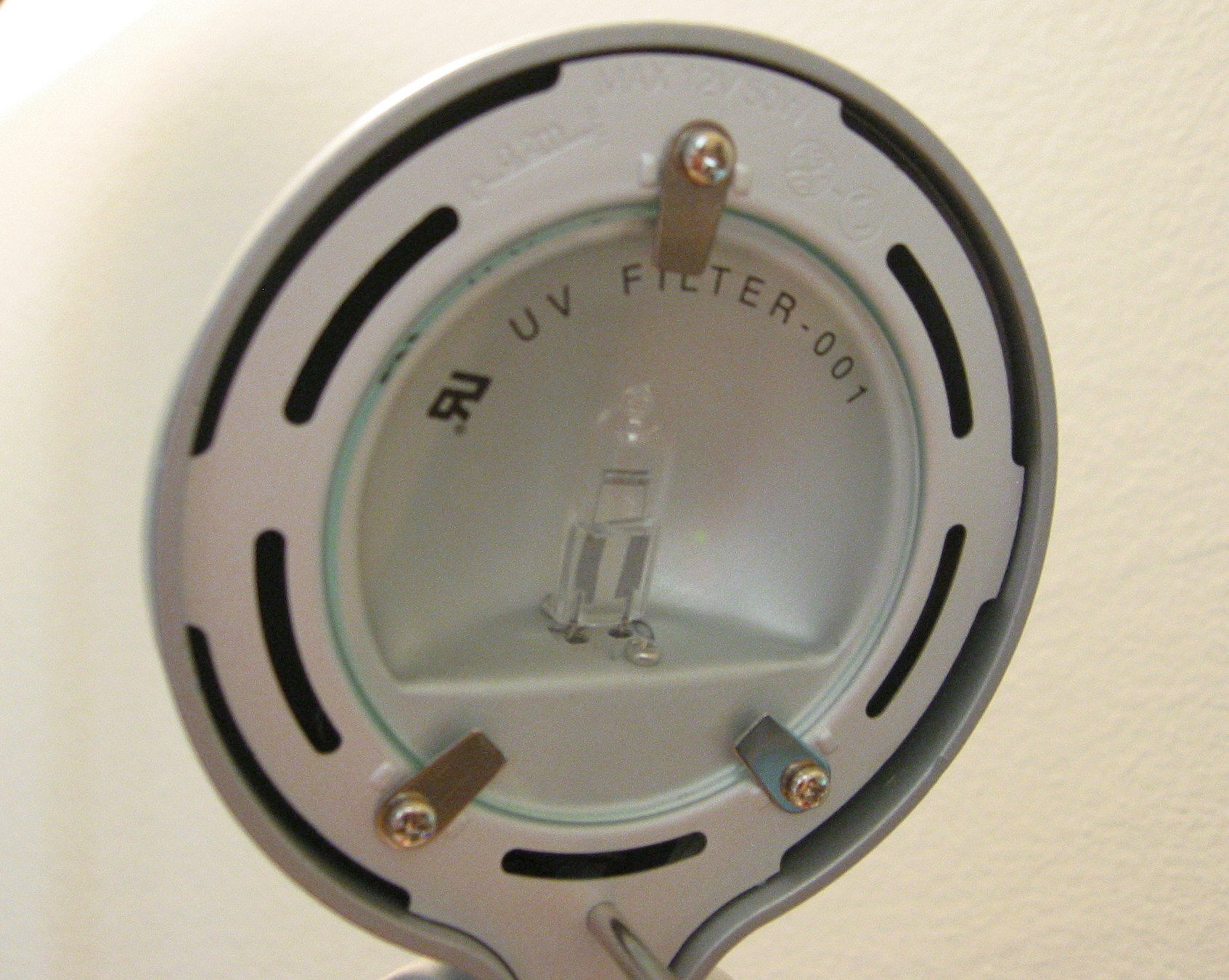
둥근 UV 필터 뒤에 있는 할로젠등. 일부 할로젠 조명기구에는 자외선을 제거하기 위한 별도의 필터가 포함되어 있다.

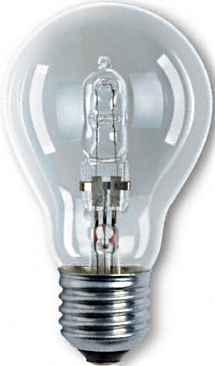
E27 나사 베이스의 교체용 제논 할로젠등(105 W)

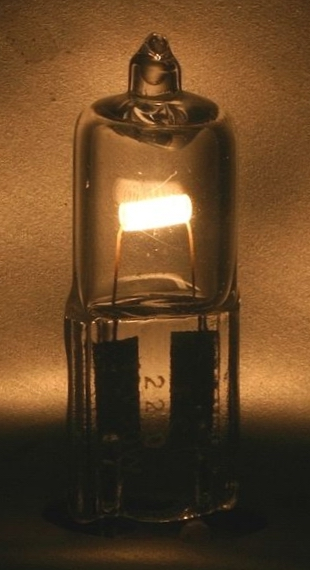
할로젠등을 확대한 모습

할로겐등, 할로겐 전구, 할로겐 전등, 할로겐 램프 또는 할로젠등(halogen lamp)는 텅스텐 할로겐(할로젠), 석영 할로젠, 석영 아이오딘등로도 알려져 있으며, 비활성 기체와 아이오딘이나 브로민 같은 소량의 할로젠 기체가 혼합된 소형 투명구에 밀봉된 텅스텐 필라멘트로 구성된 백열등이다. 할로젠 기체와 텅스텐 필라멘트의 조합은 할로젠 주기 화학 반응을 생성하는데, 이 화학반응은 증발된 텅스텐을 필라멘트에 재증착시켜 수명을 늘리고 유리구의 선명도를 유지한다. 이를 통해 필라멘트는 동력과 수명이 유사한 표준 백열등보다 높은 온도에서 작동할 수 있으며, 발광 효율과 색온도가 높은 빛을 발생시킨다. 소형 할로젠등은 프로젝터와 조명용 소형 광학 시스템에서 사용할 수 있다. 작은 유리구 위에 더 큰 외부 유리구로 밀봉할 수도 있으며, 외부 유리구는 훨씬 더 낮고 안전한 온도가 되며, 또한 유해한 오염으로부터 전구를 보호하고 기존의 등과 기계적으로 더 유사하게 구현하여 기존의 등을 대체할 수 있다.
표준 및 할로젠 백열등은 LED 및 소형 형광등보다 효율성이 훨씬 낮으며, 이로 인해 많은 관할 지역에서 단계적 퇴출을 받아왔다.

## 역사
1882년 전구 내부 표면을 어둡게 하는 것을 막기 위해 염소를 이용한 탄소 필라멘트 전구가 특허를 받았으며, 1892년 염소를 채운 "노박(NoVak)" 전구가 시판되었다. 아이오딘의 사용은 1933년 특허에서 제안되었는데, 이것 또한 텅스텐이 필라멘트에 다시 주기적으로 재증착 되는 것을 반복적으로 재분해되는 것을 설명하였다. 1959년 제너럴 일렉트릭은 아이오딘를 이용한 실용적인 전구에 대한 특허를 받았다.

### 퇴출
2009년에 EU와 다른 유럽 국가들은 비효율적인 전구의 단계적 퇴출을 시작했다. 지향성 주전압 할로젠 전구의 생산과 수입은 2016년 9월 1일에 금지되었고, 무지향성 할로젠 전구는 2018년 9월 1일에 이어졌다. 오스트레일리아는 2020년 9월부터 할로젠 전구를 금지한다.

## 할로젠 주기
일반적인 백열등에서 증발된 텅스텐은 대부분 전구의 내부 표면에 침전되어 전구가 검게 그을리고 필라멘트가 점점 약해져 결국 끊어지게 된다. 그러나 할로젠의 존재는 이 증발된 텅스텐과 함께 되돌릴 수 있는 화학 반응 주기를 설정한다. 할로젠 주기는 전구를 청결하게 유지하고 전구의 수명 내내 광 출력이 거의 일정하게 유지되도록 한다. 적당한 온도에서 할로젠은 증발하는 텅스텐과 반응하며, 형성된 할로젠화물은 비활성 기체 충전물 안에서 이리저리 이동한다. 그러다가 어느 시점에서는 전구 내의 고온 영역에 도달하면 해리되어 텅스텐이 다시 필라멘트로 방출되고 할로젠이 해제되어 이 과정이 반복된다. 그러나 이러한 반응이 성공하려면 전체 전구 유리면 온도가 기존 백열등보다 상당히 높아야 한다. 할로젠 증기가 텅스텐과 결합하여 필라멘트로 되돌릴 수 있는 것은 유리면 내부의 온도가 250 °C 이상인 경우에만 해당된다. 할로젠 증기는 텅스텐과 결합하여 텅스텐이 유리에 퇴적되지 않고 필라멘트로 되돌릴 수 있도록 유리면 내부에 있다. 300 W 튜브형 할로젠 전구가 최대 전력으로 작동하면 약 540°C의 온도에 빠르게 도달하는 반면 500 W 일반 백열 전구는 180°C, 75 W 일반 백열 전구는 130°C의 온도에 불과하다.
전구는 용융 규소(석영) 또는 고융점 유리(예 : 규산 알루미늄 유리로 만들어야 한다. 석영은 매우 강하기 때문에 기체 압력이 더 높아질 수 있으며, 이로 인래 필라멘트의 증발 속도를 감소시켜 동일한 평균 수명 동안 더 높은 온도(곧 발광 효율)를 내게 할 수 있다. 더 뜨거운 곳에서 방출된 텅스텐은 일반적으로 원래 위치에서 재증착되지 않으므로 필라멘트의 더 뜨거운 부분은 결국 얇아지고 실패한다.
아이오딘 소자를 사용한 석영 아이오딘 등은 1959년 GE가 출시한 최초의 상용 할로젠등였다. 머지않아 브로민은 장점이 있는 것으로 밝혀졌지만, 원소 형태로는 사용되지 않았다. 특정 탄화수소 브로민 화합물이 좋은 결과를 냈다. 필라멘트의 재생은 플루오린으로도 가능하지만, 화학적 반응성이 너무 커서 등의 다른 부분이 공격을 받는다. 할로젠은 보통 크립톤이나 제논과 같은 비활성 기체와 혼합된다. first lamps은 필라멘트 지지대에 텅스텐만 사용했지만, 일부 설계에서는 몰리브덴을 사용한다. 예를 들어 유럽식 비대칭 변환빔용 H4 트윈 필라멘트 헤드라이트에 몰리브덴 실드가 있다.
고정된 전력과 수명의 경우, 모든 백열등의 발광 효율은 특정 설계 전압에서 가장 크다. 12~24 V 용으로 제작된 할로젠등은 광 출력이 우수하며, 매우 작은 크기의 필라멘트는 광학 제어에 특히 유리하다(그림 참조). 20-50 W 의 다면 반사 "MR" 전등의 범위는 원래 8mm 필름 투영을 위해 고안되었지만, 현재는 디스플레이 조명과 가정에서 널리 사용되고 있다. 보다 최근에는 120 V또는 230 V의 공급 전압에서 직접 사용할 수 있도록 더 넓은 빛을 내는 등을 사용할 수 있게 되었다.

## 스펙트럼

파장의 함수로서 할로젠 빛의 힘. 컬러 밴드는 가시광선 스펙트럼을 나타낸다.

모든 백열등과 마찬가지로 할로젠등은 자외선으로부터 적외선 깊숙한 곳까지 연속적인 빛의 스펙트럼을 생성한다. 필라멘트는 비할로젠등보다 높은 온도에서 작동할 수 있기 때문에 스펙트럼이 파란색으로 바뀌어 유효 색온도가 높고 전력 효율이 높은 빛을 낸다. 이로 인해 할로젠등은 태양 광선과 유사하고 눈에 가장 적합한 흑체 방사선 스펙트럼을 가진 광원 소비자의 유일한 옵션이 된다. 대신 자연적인 자외선 차단 기능이 있는 다성분 유리를 사용할 수 있다. 이 유리는 알루미노 규산염 유리에 속한다. 
고온 필라멘트는 자외선 영역에서 약간의 에너지를 방출한다. 소량의 다른 원소를 석영에 혼합할 수 있으므로, 도핑된 석영(또는 선택적 광학 코팅)은 유해한 UV 방사선을 차단한다. 단단한 유리는 자외선을 차단하며 자동차 헤드라이트의 전구 등에서 광범위하게 사용되어 왔다. 또는 할로젠 램프를 일반 백열등과 유사한 외부 전구 내부에 장착할 수 있어 높은 전구 온도로 인한 위험도 줄일 수 있다. 일부 과학, 의료 및 치과 기구에 UV-B 공급원으로서 비도포 쿼츠 할로젠 램프가 사용된다.

## 이용

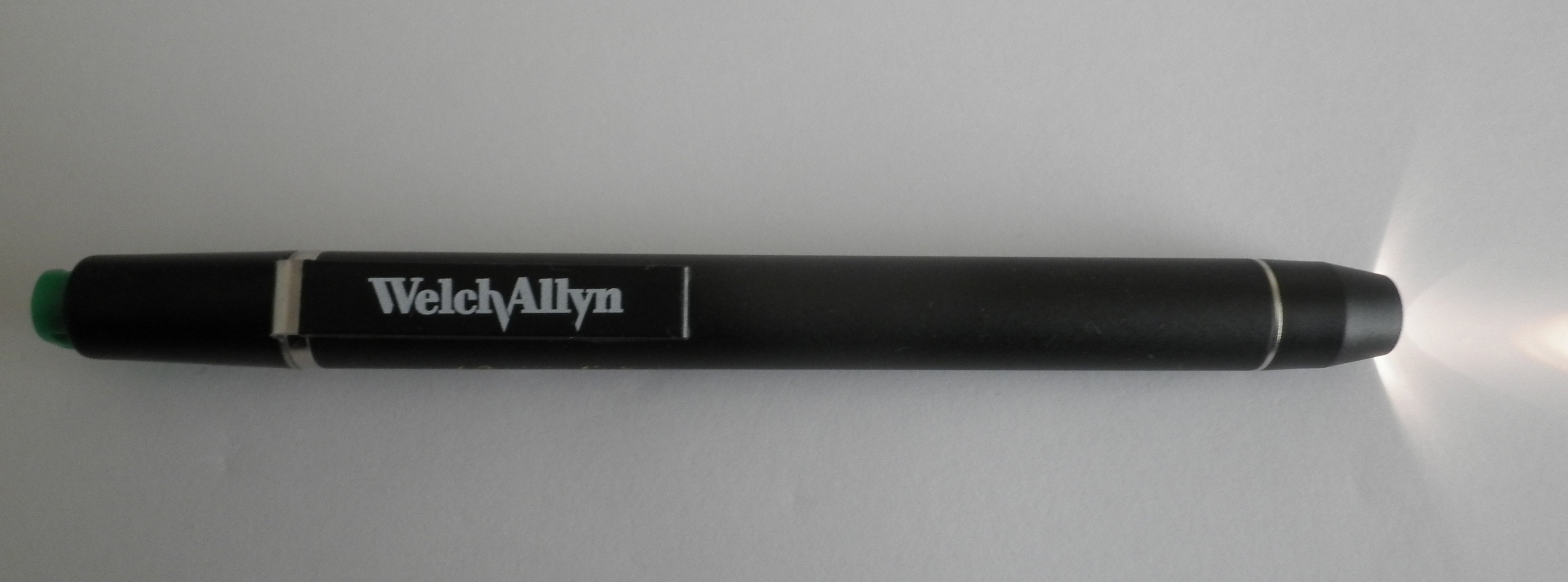
동공 빛반사를 관찰하는 의료용 할로젠 펜라이트

할로젠 전조등은 많은 자동차에서 사용된다. 야외 조명 시스템뿐만 아니라 선박용 할로젠 투광 조명도 상업용과 레크리에이션용으로 제작된다.
텅스텐 할로젠 램프는 적외선 분광기에서 근적외선 광원으로 자주 사용된다.
할로젠 램프는 1999년부터 2006년까지 타임스 스퀘어 볼에 사용되었다. 그러나 2007년부터는 백열등보다 LED 수명이 약 10배 길어져 할로젠 램프를 LED로 교체했다. 타임스 스퀘어 볼이 베이스에 도달하면 점등되는 '
새해 숫자는 2009년 볼 드롭에서 마지막으로 할로젠 조명을 사용했다.

### 일반 조명
LED의 개선으로 할로젠등을 대체하고 있지만, 실내 및 실외 투광 조명에 고정형 등이 사용된다. 다면 반사체가 내장된 원형등은 주거용 및 상업용 조명에 널리 사용된다. 관 모양 할로젠등은 작은 광원에서 많은 양의 빛을 공급하기 때문에 건축 조명 효과와 실외에서 넓은 영역 조명을 위한 강력한 투광 조명등을 생산·사용할 수 있다.
저전압등은 GU5.3 및 유사한 바이핀 베이스(bi-pin base)를 사용하는 반면, 주전압등은 일반 주전원 텅스텐 필라멘트등 또는 특수 GU10/GZ10 베이스와 동일한 캡을 사용한다.
각 단부에 전기 접점이 있는 관 모양의 등은 현재 독립형 조명과 가정용 설비에 사용되고 있다. 다양한 길이와 정격 전력(50~300 W)으로 제공된다. 250 또는 500 W의 전구를 가진 보다 강한 조명은 휴대용 작업등으로 사용된다.

### 극장 조명
텅스텐 할로젠등은 일립소이달 리플렉터 스포트라이트, 소스 4, 프레넬 등 대부분의 극장 및 스튜디오(영화 및 텔레비전) 설비에 사용된다. PAR 램프 또한 대부분 텅스텐 할로젠이다.

### 전문 조명
프로젝션 램프는 가정과 소규모 사무실 또는 학교용 영화 및 슬라이드 프로젝터에 사용된다. 소형 크기의 할로젠등은 휴대용 프로젝터에 적당한 크기에 잘 맞지만, 필름의 용융을 방지하기 위해 조명과 필름 사이에 열 흡수 필터를 배치해야 한다. 할로젠등은 때때로 검사등과 현미경 단계 조명기에 사용된다. 초기 평면 LCD 백라이트에는 할로젠등이 사용됐지만 지금은 다른 종류의 조명이 사용된다.

## 같이 보기
- 바이핀 베이스 : GY6.35, G8 등 베이스 지정
- FEL등
- 전구 소켓